# Julius Frenzel
Julius Frenzel (* 16. April 1830 in  Willenberg; † 28. März 1880 in Berlin) war ein deutscher Verwaltungsjurist in Ostpreußen und Berlin.

## Leben
Er besuchte das Kgl. Gymnasium Lyck und studierte an der Albertus-Universität Königsberg Rechtswissenschaft. Wie viele Absolventen seiner Schule wurde er im Wintersemester 1848/49 mit Hermann Mensch im  Corps Masovia aktiv. Nach den Examen trat er in die innere Verwaltung des Königreichs Preußen. Zunächst als Regierungsassessor bei der Regierung in Gumbinnen, wurde er 1860 kommissarisch und am 27. April 1861 endgültig Landrat des Kreises Oletzko. Im September 1874 wurde er als Oberregierungsrat nach Berlin versetzt. Dort starb er mit 50 Jahren.